# Rudolf Obkircher
Rudolf Otto Julius Obkircher (* 18. April 1859 in Freiburg im Breisgau; † 3. April 1916 in Karlsruhe) war Jurist und Mitglied des Deutschen Reichstags.

## Leben
Rudolf Obkircher, Sohn von Hermann Obkircher, besuchte die Vorschule in Heidelberg, die Gymnasien in Heidelberg, Karlsruhe und Mannheim und studierte Rechtswissenschaften an den Universitäten Heidelberg, Berlin und Freiburg. Während seines Studiums wurde er 1879 Mitglied der Burschenschaft Vineta Heidelberg. 1882 wurde er Badischer Rechtspraktikant, 1886 Referendär, 1890 Amtsrichter in Villingen, 1892 in Ettlingen, 1894 Landgerichtsrat in Mosbach, 1898 in Freiburg, 1906 Landgerichtsdirektor in Mannheim und 1910 in Karlsruhe. Zum Ehrendoktor der Rechte der Universität Freiburg wurde er 1906 ernannt. Früher war er Reserveoffizier im 1. Badischen Leib-Grenadier-Regiment 109 und zuletzt Oberleutnant der Landwehr. Für die Dauer des Krieges war er Oberkriegsgerichtsrat beim stellvertretenden Generalkommando XIV. Weiter war er Abgeordneter der Zweiten Badischen Kammer von 1898 bis 1907. Ausgezeichnet wurde er mit der Landwehr-Dienstauszeichnung II. Klasse, dem Eisernen Kreuz II. Klasse am weiß-schwarzen Bande, vom Zähringer Löwen erhielt er das Ritterkreuz I. Klasse mit Eichenlaub und die Badische Regierungs-Jubiläums-Medaille von 1902.
Ab 1914 war er Mitglied des Deutschen Reichstags für den Wahlkreis Baden 12 (Heidelberg, Mosbach) und die Nationalliberale Partei.